# Ailuana
Ailuana (em grego: *Αιλουανή; romaniz.: *Ailouanḗ; de Αιτουλανή, Aitoulanḗ), segundo Ptolomeu, Alivém (em armênio: Աղիվն; romaniz.: Ałiwn) ou Arriuza (em latim: Arriuza; em armênio: Առիվծ; romaniz.: Aṙiwc; quiçá Առեուծ, Aṙeuc, "leão"), segundo a Geografia de Ananias de Siracena (século VII), foi um cantão (gavar) da província (ascar) de Alta Armênia, no Reino da Armênia. Sua localização exata é incerta, mas pode ter se situado na região em torno do vale do atual Madene, um riacho que entra no Eufrates do norte logo antes do rio se virar ao sul em direção à junção com o Arasani (Murate). As fontes clássicas se referem a sua principal cidade como Analiba (em latim: Analiba; em grego: Αναλίβνα; romaniz.: Analíbna) que Suren Eremyan propôs ser uma adaptação greco-romana de Ani Aliwnoy, ou seja, "Ani de Alivém", que poderia ter sido nomeada dessa forma para distingui-la das homônimas situadas em Daranália e Siracena.
No tempo da Paz de Acilisena de 387, boa parte dos territórios da Alta Armênia foram incorporados ao Império Romano, com muitos deles permanecendo no "reino" deixado sob controle de Ársaces III (r. 378–390). Sabe-se que Mananália permaneceria em posse do Império Sassânida, enquanto a situação de Ailuana é incerta. Richard Hovannisian e Robert Hewsen propuseram que já devia fazer parte dos territórios romanos antes dessa divisão, pois Ptolomeu incluiu Analiba na Armênia Menor e o Itinerário Antonino informa que a estrada que ia da sede legionária em Satala até sua base em Melitene atravessou Analiba, que normalmente incluiu apenas estradas no interior do Império Romano. Por conseguinte, Ptolomeu alegou que sua Ailuana era uma das cinco divisões da Armênia Menor, o que pode indicar que a eventual alocação dessa região na Alta Armênia foi tardia, talvez decorrente das reorganizações provinciais do século VI. Em 536, o imperador Justiniano I (r. 527–565) fundou a província de Armênia Prima, que compreendia toda a Armênia Interior e antigos territórios da Armênia Prima original. Essa província manteria tal nome até o final do reinado de Heráclio (r. 610–641).